# Helix aspersa aspersa
Sous-espèce
Statut de conservation UICN

LC : Préoccupation mineure
Helix aspersa aspersa, le Petit-gris, est une sous-espèce d'escargots (gastéropodes terrestres) de la famille des Helicidae du genre Helix et de l'espèce Helix aspersa. Très répandu sur la façade atlantique française, il est devenu l'un des symboles des Charentais qui en sont les premiers producteurs français. On le trouve aussi dans les pays méditerranéens (Europe et en Afrique du Nord).

## Historique et dénomination
L'espèce a été décrite par le zoologiste danois Otto Friedrich Müller en  1774

### Synonymie
- Cornu aspersum aspersum

### Noms vernaculaires
- Petit-gris
- Cagouille
- Luma
- Escargot du jardin

## Description

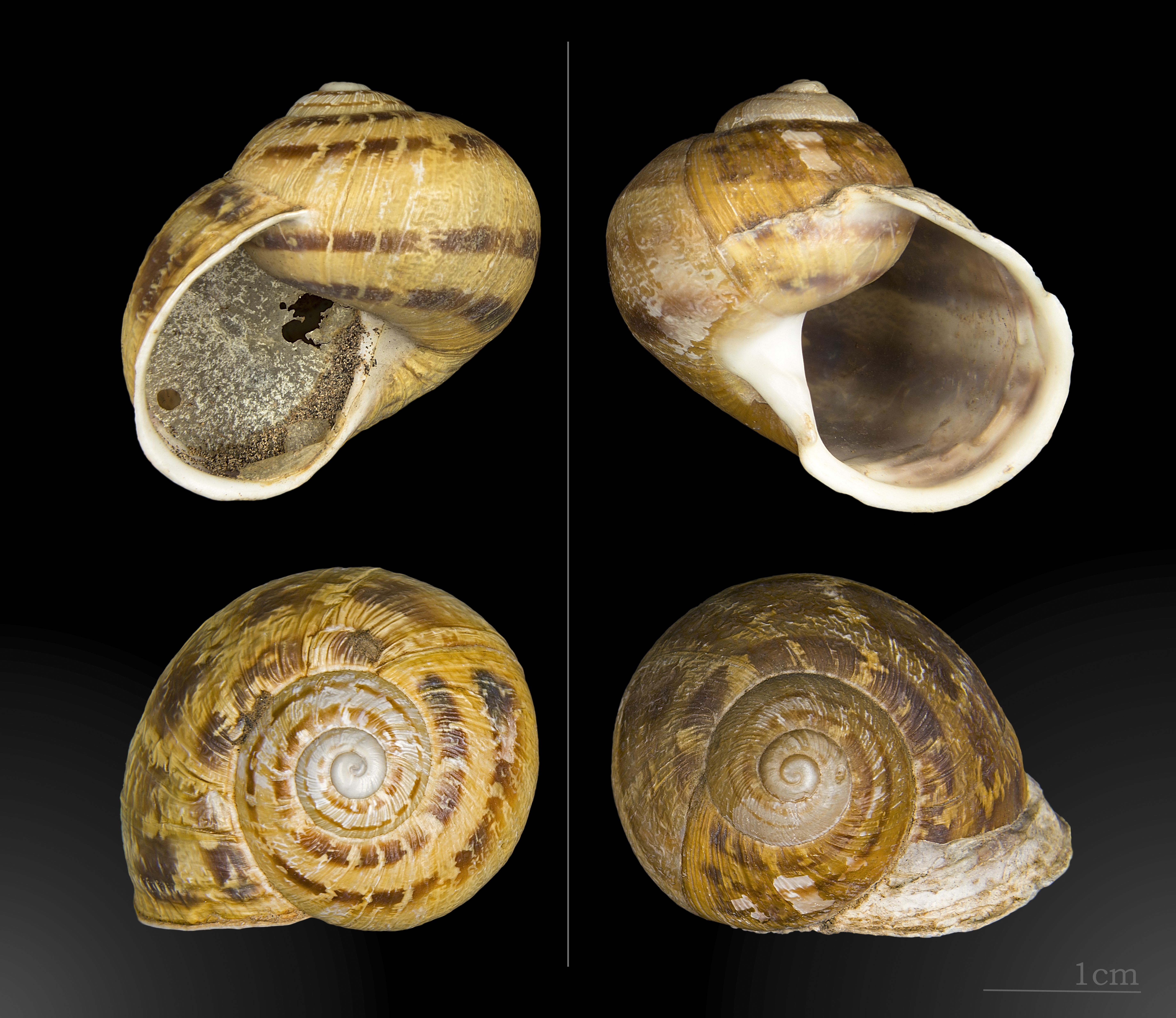
Forme sénestre et dextre - Muséum de Toulouse

Le petit-gris est un gastéropode mesurant entre 28 et 35 mm pour un poids adulte de 7 à 15 grammes.
Il porte une coquille calcaire à motifs variables mais le plus souvent brune rayée de noir. Sa spirale (helix en latin scientifique, du grec heliks, -ikos) tourne généralement dans le sens des aiguilles d'une montre (on rencontre un sénestre sur environ vingt mille escargots).
Helix aspersa est sourd et quasiment aveugle mais ses tentacules sont équipés de deux «nez» (épithéliums olfactifs) très puissants. Simplement en balançant ses tentacules pour détecter les odeurs qui l’entourent, l’escargot peut repérer une cible à plus d’une centaine de mètres.
Près de 99 % de l'activité de l'escargot (y compris ses « repas ») a lieu de nuit avec un pic deux à trois heures après la tombée de la nuit. La fraîcheur nocturne et la rosée facilitent les déplacements.
Dans la nature, le petit-gris se nourrit tout particulièrement de feuilles d'ortie .
Les petits-gris adultes ont un péristome (blanc, gris ou noir) réfléchi composant la partie inférieure de la coquille, on dit alors qu'ils sont « bordés ». Chez les gros-gris d'élevage, le péristome est le plus souvent noir.

## Biotope

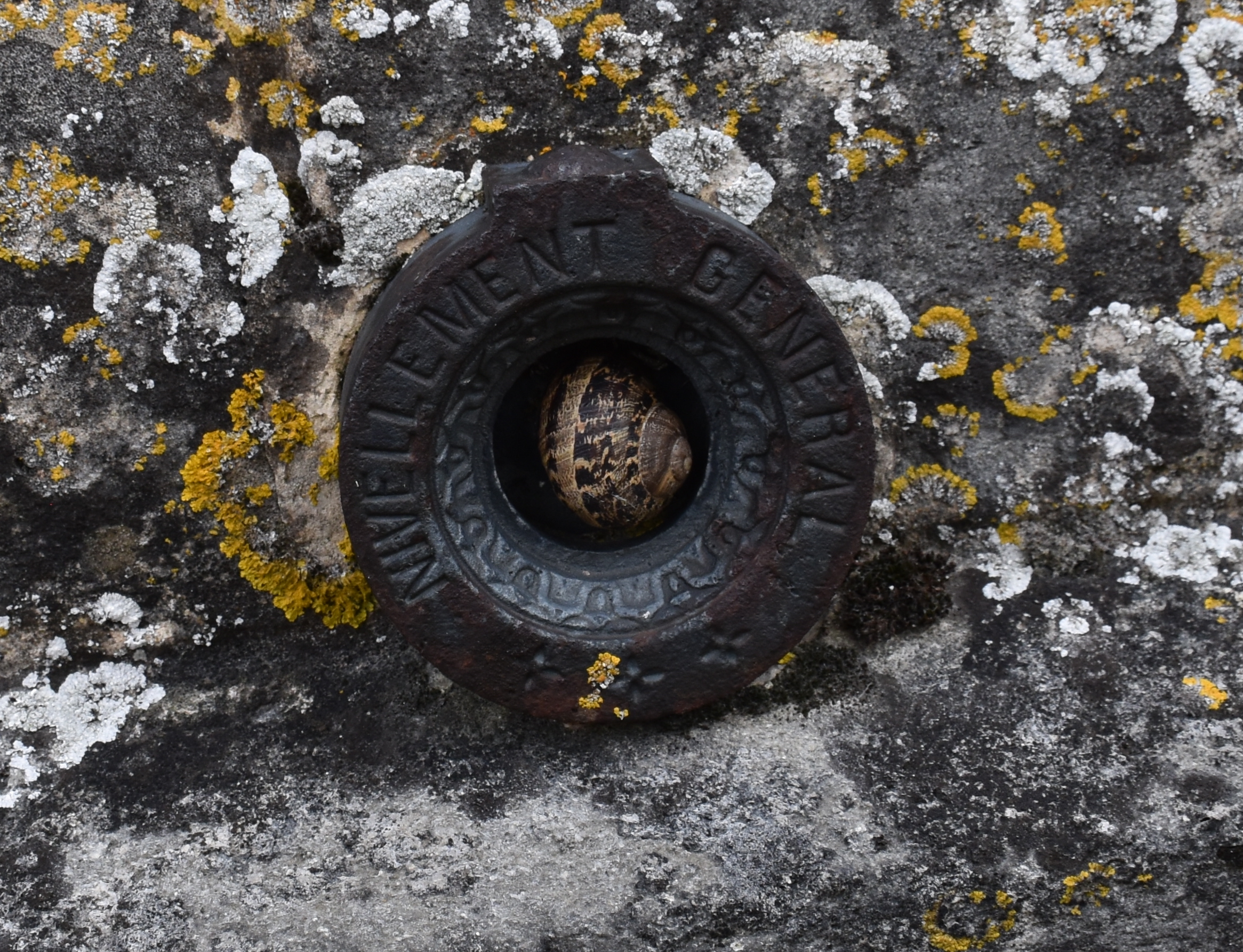
Escargot squattant une borne de nivellement.

L'escargot petit-gris vit dans les plaines, les forêts ou dans les jardins. Il préfère les endroits humides et sombres comme sous les feuilles des plantes ou sur un mur ombragé. Bien qu'on le rencontre aussi bien dans les régions tempérées que chaudes, il n'aime pas être exposé au soleil et aux fortes chaleurs.

### Répartition
Le petit-gris est réparti en Europe (France : côte atlantique, Belgique, Catalogne...), dans les pays de la Méditerranée, Afrique du Nord et Amérique du Nord.[réf. nécessaire]

### Reproduction

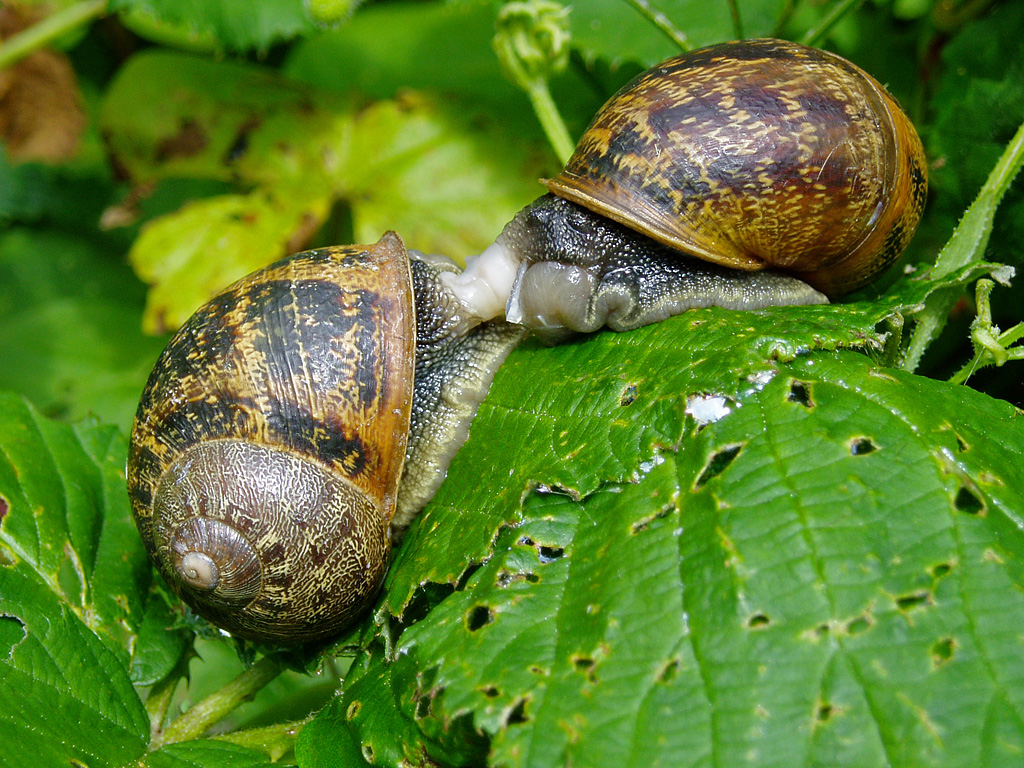
Deux petit-gris en plein accouplement

H. aspersa pond une moyenne de 85 œufs dans un petit trou creusé 4 à 8 cm sous terre.
En climat chaud et humide, idéalement 20 °C et 90 % d'humidité, H. aspersa peut pondre jusqu'à trois fois entre les mois de mars et octobre.
L'accouplement et la ponte sont très dépendants de la photopériode. L'accouplement débute lorsqu'il y a au moins dix heures de lumière par jour (soit vers la mi-février dans l'hémisphère nord) et s'arrête dès que la durée du jour repasse sous dix heures (soit vers la mi-novembre). Les zones où les journées dépassent dix heures mais avec des températures froides peuvent perturber la reproduction.
Lors de l'accouplement, chaque escargot connecte son organe reproducteur situé à droite de sa tête à l'organe de son « conjoint » (voir photo). C'est par là que vont s'échanger les spermatophores. Les spermatozoïdes ainsi collectés peuvent être conservés plusieurs mois ou années avant d'être utilisés pour fertiliser des ovaires. Pendant la copulation, l'escargot plante un dard calcaire dans son conjoint afin de favoriser la survie des millions de spermatozoïdes transmis. En effet, seuls 0,025 % de ceux-ci survivent. Le dard calcaire contient un mucus contractant temporairement le système reproductif femelle de l'escargot récepteur qui peut ainsi stocker un plus grand nombre de spermatozoïdes dans sa zone de stockage.
La gestation dure une vingtaine de jours. Après la ponte, l'incubation dure douze à vingt-cinq jours en moyenne en fonction du climat et de l'humidité là ou les escargots évoluent. Les œufs d'Helix aspersa sont blancs, sphériques et mesurent trois millimètres de diamètre. Le bébé escargot a besoin de plusieurs jours pour percer la protection du nid et remonter à la surface.
Sous un climat de type californien, H. aspersa arrive à maturité en deux ans. Dans le centre de l'Italie, H. aspersa éclot en automne et s'il est bien nourri et pas en situation de surpeuplement, il arrive à maturité dès le mois de juin suivant. Dans des conditions idéales créées en laboratoire, certains petits-gris sont arrivés à maturité en six à huit mois. La meilleure période de reproduction de H. aspersa est lors de sa troisième année.

### Longévité
Le petit-gris atteint la maturité sexuelle entre 8 et 20 semaines de vie  et peut vivre plus de cinq ans s'il n'est pas dévoré par un prédateur.

## Élevage
Le petit-gris est une des espèces les plus faciles à élever en héliciculture. Elle s'adapte facilement à différents types de climat et d'environnement.
Les fermes à escargot permettent d'élever jusqu'à 400 petits-gris au mètre carré.
Cette facilité d'élevage fait qu'il est élevé partout dans le monde mais cela n'est pas sans risque car l’escargot accumule les contaminants dans ses tissus. Il est très peu sensible à la pollution. Cette résistance en fait un très mauvais indicateur de pollution mais la législation des pays producteurs ne tient pas toujours compte de cette propriété et le consommateur peut s'exposer à des contaminations.
En France, pour éviter tout risque, beaucoup d'éleveurs ont recours à des aliments spécifiques originaires de l'agriculture biologique.
Les escargots sauvages mis en vente viennent de récolte dans la nature en Turquie et au Maghreb. Selon les conditions de récolte, cette cueillette sauvage présente le même risque que l'élevage.
En élevage, l'alimentation du petit-gris est essentiellement composé de coquilles d'œufs, de salades, de laitue et surtout d'ortie (nourriture préférée dans la nature).

## Utilisation

### Gastronomique
Les petit-gris sont utilisés dans différentes recettes des pays méditerranéens (Europe et Afrique du Nord) et la façade atlantique française. Ils sont appréciés grillés à l'occasion de la cargolade, plat typique de la cuisine en Catalogne. Ils sont également consommés grillés avec de l'aïoli ou de la sauce tomate sous forme d'escargots à la provençale.

### Pharmacologique
Le mucus est utilisé par la pharmacologie, la cosmétique et pour certains compléments alimentaires. On utilise le mucus pour soigner les maladies de la prostate[réf. nécessaire].

## Réglementation
Le Petit-Gris fait l'objet d'une cueillette active pour consommation durant les mois autorisés.
La récolte des escargots est réglementée depuis très longtemps malgré une surveillance minime. Par exemple, on ne doit pas ramasser un escargot non bordé, c'est-à-dire dont la coquille n'a pas encore de repli épais à l'ouverture.

## Symbole des Charentes
Le petit-gris est l'animal fétiche des Charentes (Charente et Charente-Maritime) où on le préfère à l'escargot de Bourgogne, tant pour une raison de proximité que de préférence gastronomique.

Cet escargot est associé proverbialement aux Charentais, appelés familièrement les « cagouillards ». Le Charentais et le petit-gris seraient aussi lents. Le Charentais aimerait le confort intérieur, comme le petit-gris qui se replie souvent confortablement au fond de sa coquilleInterprétation abusive ?. Le nom de cagouille est par ailleurs d'origine charentaise, saintongeaise et angoumoisine, mais il est aussi employé en Dordogne et en Gironde[réf. nécessaire]. 

La production de l'héliciculture de Charente-Maritime atteint 400 tonnes, soit la moitié de la production annuelle française, ce qui fait de ce département le premier producteur de ce pays qui en consomme 45 000 tonnes en équivalent escargot par an. La production a lieu d'avril à septembre le long de la côte atlantique.

## Et en Poitou
Plus au nord de l'Aunis et dans tout le Poitou, l'espèce est appelée luma, du vocable poitevin en Haut et Bas-Poitou où il est aussi très consommé : poêlée de lumas, sauce aux lumas.

## Un nuisible pour les cultures

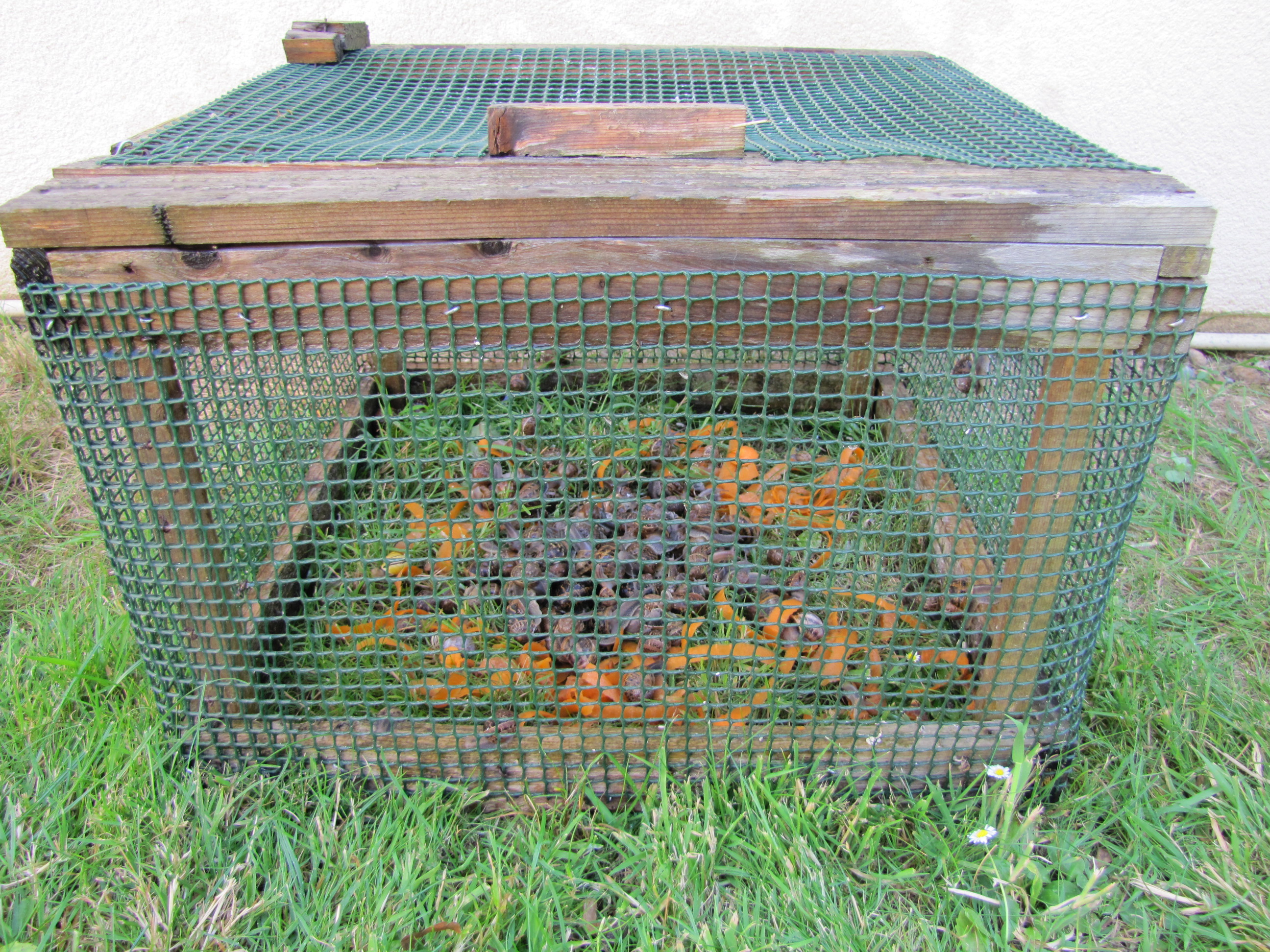
Petits-gris en cage

Le petit-gris se nourrissant de végétaux, il est considéré comme un nuisible par les agriculteurs et arboriculteurs. Dans certains pays, on utilise le bulime tronqué comme moyen de lutte biologique contre le petit-gris. Il se nourrit aussi bien sûr de salade comme les escargots que l'on trouve dans nos jardins.
Si on souhaite protéger son potager des escargots sans pour autant leur faire du mal (élimination par produits chimiques), il est possible de les mettre en quarantaine durant l'été dans une cage à l'ombre, équipée de petits pots contenant de la terre humide pour qu'ils puissent pondre leurs œufs, en les nourrissant de végétaux et de farine.